# 1510
Évszázadok: 15. század – 16. század – 17. század
Évtizedek: 1460-as évek – 1470-es évek – 1480-as évek – 1490-es évek – 1500-as évek – 1510-es évek – 1520-as évek – 1530-as évek – 1540-es évek – 1550-es évek – 1560-as évek
Évek: 1505 – 1506 – 1507 – 1508 –  1509 – 1510 – 1511 – 1512 – 1513 – 1514 – 1515

## Események

### Határozott dátumú események
- február 24. II. Gyula pápa kilépett a cambrai-i ligából, és feloldotta Velence kiátkozását.[1]
- július 5. – A tatai országgyűlés döntése szerint Magyarország csatlakozik a cambrai-i ligához.[1]
- november 10.– Szapolyai Jánost erdélyi vajdává nevezik ki.[2]

### Határozatlan dátumú események
az év folyamán
- III. Vaszilij moszkvai nagyfejedelem elfoglalja Pszkovot.[3]
- Afonso de Albuquerque portugál felfedező elfoglalja Goát.[4][5]

## Az év témái

### 1510 a tudományban
- szeptember 10.  – Marcello Squarcialupus, Báthori Kristóf udvari orvosa sarki fényt észlelt Erdélyben; erről írt kötete az egyik legkorábbi Magyarországon megjelent csillagászati mű.[6]

## Születések
- Mikael Agricola finn tudós († 1557)
- Macunaga Hisahide japán hadúr († 1577)
- Oda Nobuhide japán hadúr († 1551)
- Andrea Gabrieli olasz zeneszerző († 1585 vagy 1586)
- Louis de Morales spanyol festőművész († 1586)
- Bernard de Palissy francia fajanszkészítő és író († 1589 körül)
- Ambroise Paré francia orvos († 1590)
- Aloysius Lilius, a Gergely-naptár feltalálója († 1576)

## Halálozások
- március 10. – Johann Geiler von Kaysersberg német hitszónok (* 1445)
- március 12.  – I. Mihnea havasalföldi fejedelem[7]
- május 17. – Sandro Botticelli itáliai festőművész (* 1445)
- október – Giorgione da Castelfranco itáliai festőművész (* 1477 vagy 1478)